# بينرانغ
بينرانغ  هو مجلس إندونيسي محلي، في إندونيسيا، يقع في سولاوسي الجنوبية، بلغ عدد سكانه 407,057  نسمة.